# Пролетарка (Свердловская область)
Пролетарка — посёлок в Туринском городском округе Свердловской области, России.

## Географическое положение
Посёлок Пролетарка муниципального образования «Туринского городского округа» расположен в 10 километрах к юго-западу от города Туринска (по автотрассе — 12 километров), на обоим берегам реки Наливная, правого притока реки Ялынка. В окрестностях проходит автодорога Ирбит – Туринск.

## Население
| 2002 | 2010 | 2021 |
| ---- | ---- | ---- |
| 137  | ↘130 | ↘80  |